# Autoroute A813 (France)
L'autoroute A813 est une petite autoroute d'une longueur de 4 km au sud-est de Caen entre l'A13 et la RD 613. Elle a été mise en service le 6 janvier 2012. Elle permet de désengorger le périphérique sud de Caen et la RD 613 de Mondeville à Frénouville déjà encombrés aux heures de pointe.
C'est une autoroute à péage, concédée à la SAPN.

## Caractéristiques
Le coût du péage pour ces 4 km est de 0,80 € (en 2021 pour la classe 1 des véhicules). Il y a trois ouvrages d'art. L'A813 a coûté 35 millions d'euros. 12 000 véhicules y sont attendus.

## Historique
- 1994 : Inscription au schéma directeur de l'agglomération de Caen.
- 5 novembre 2004 : concession de l'A813 (A13 - D613) à SAPN.
- 27 juin 2005 : déclaration d’utilité publique entre Banneville-la-Campagne et Frénouville.
- Courant 2009 : début des travaux de l'A813 de l'A13 à la RD 613.
- 4 janvier 2012 : inauguration de l'A813.
- 6 janvier 2012 : mise en service de l'A813 (A13 - D613).

## Itinéraire
- Échangeur entre A13 et A813
- Péage de Cagny (à système ouvert et uniquement depuis ou vers Caen)
- : Fin de l'autoroute A813
- Carrefour giratoire entre A813 et RD 613

## Projet
L'A813 sera peut-être prolongée en direction de la RN158 (future Autoroute A88) reliant Caen à Alençon, afin de boucler le second contournement de Caen. Des études[Lesquelles ?] sont en cours pour ce projet.